# Francisco Cerro Chaves

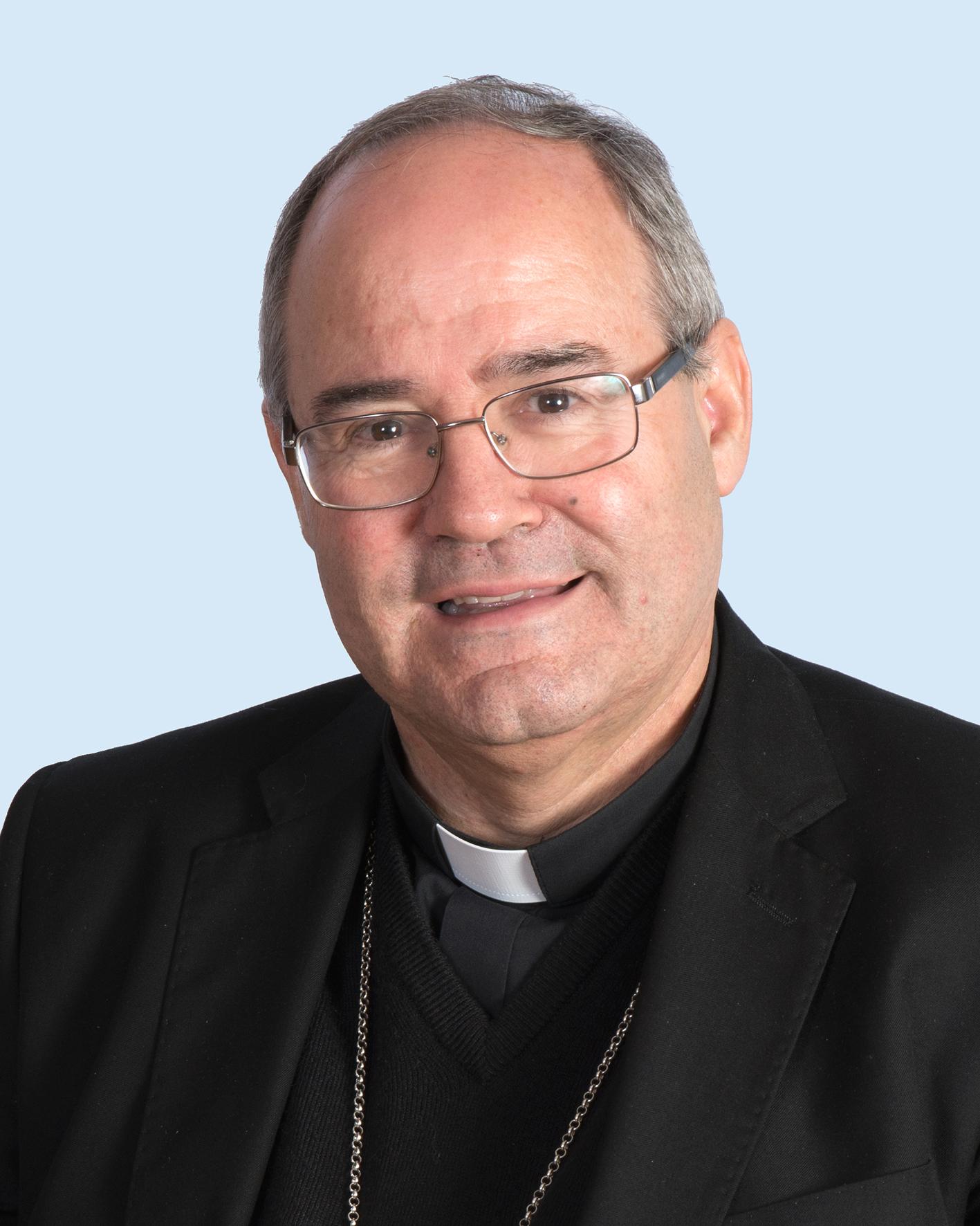
Bischof Francisco Cerro Chaves (2017)

Primaswappen von Francisco Cerro Chaves

Francisco Cerro Chaves (* 18. Oktober 1957 in Malpartida de Cáceres, Spanien) ist ein spanischer Geistlicher und römisch-katholischer Erzbischof von Toledo und Primas von Spanien.

## Leben
Francisco Cerro Chaves studierte Katholische Theologie am Priesterseminar in Toledo und empfing am 12. Juli 1981 das Sakrament der Priesterweihe. 
Anschließend war Cerro Chaves als Pfarrvikar in der Pfarrei San Nicolás in Toledo tätig, bevor er 1982 Jugendseelsorger wurde. Ab 1986 war er zudem in der Pfarrei Santa Teresa in Toledo und als Direktor des diözesanen Exerzitienhauses tätig. Francisco Cerro Chaves wurde 1989 Direktor des Ausbildungszentrums Sagrado Corazón de Jesús in Valladolid und Kaplan des Nationalen Heiligtums Gran Promesa, was er bis 2007 blieb. Er wurde 1992 in den Klerus des Erzbistums Valladolid inkardiniert. Cerro Chaves erwarb parallel zu seiner seelsorglichen Tätigkeit ein Lizenziat an der Päpstlichen Universität Gregoriana in Rom und wurde 1997 zum Doktor der Theologie im Fach Spiritualität promoviert.
Papst Benedikt XVI. ernannte ihn am 21. Juni 2007 zum Bischof von Coria-Cáceres. Der Apostolische Nuntius in Spanien und Andorra, Erzbischof Manuel Monteiro de Castro, weihte ihn am 2. September desselben Jahres zum Bischof; Mitkonsekratoren waren Santiago García Aracil, Erzbischof von Mérida-Badajoz, und Braulio Rodríguez Plaza, Erzbischof von Valladolid.
Am 27. Dezember 2019 ernannte ihn Papst Franziskus zum Erzbischof von Toledo und damit zum römisch-katholischen Primas von Spanien. Die Amtseinführung fand am 29. Februar 2020 statt.